# Avenue Franklin Roosevelt (Bruxelles)
Pour les articles homonymes, voir Avenue Franklin Roosevelt.
Ne doit pas être confondu avec Avenue Franklin-D.-Roosevelt.
L'avenue Franklin Roosevelt est une avenue du sud de Bruxelles-ville, longeant le bois de la Cambre.

## Localisation
Partant du carrefour formé par les avenues Émile De Mot, Émile Duray et le boulevard de la Cambre pour atteindre la chaussée de La Hulpe devant l'hippodrome de Boitsfort, elle est longue d'environ 2650 mètres et large d'une quarantaine de mètres. Elle comporte une pelouse centrale, séparant les voies de circulation, sur laquelle sont érigées plusieurs sculptures monumentales : le aviateurs et aérostiers tombés pendant la Première Guerre mondiale de Pierre de Soete, la statue allégorique de la libre pensée à la mémoire de Francisco Ferrer et la statue équestre de Simón Bolívar. Il faut considérer la statue de Théodore Verhaegen érigée sur la pelouse qui s'étend devant l'l'université de Bruxelles comme faisant partie du patrimoine monumental de l'avenue, étant dressée au bord de celle-ci.
Le renom luxueux de l'avenue provient des riches propriétés qui la bordent dont une partie est aujourd'hui occupée par des bureaux de prestige et des missions diplomatiques. Le côté du bois de la Cambre est majoritairement constitué de villas isolées ou jumelées, bénéficiant entre elles d'intervalles découvrant la vue du bois de la Cambre. La rive opposée, à la limite d'Ixelles, est surtout constituée d'habitations mitoyennes : maisons bourgeoises, hôtels de maître auxquelles se mêlent quelques immeubles à appartements qui furent autorisés à la condition de ne pas dépasser 16 mètres de haut ; à partir de l'intersection avec l'avenue du Venezuela il n' y a plus que des habitations individuelles.
L'université de style renaissance, dont le campanile se dresse sur la rive gauche de l'avenue, est le seul bâtiment "officiel" de celle-ci. Une grande diversité de styles architecturaux appliqués à un habitat bourgeois caractérise l'avenue. Non loin de l'université, la maison Delune que son aspect situe entre l'Art Nouveau et l'Art déco, ave un léger aspect oriental, a fini -après une période où elle connut la dégradation et fut menacée de démolition par les appétits des promoteurs immobiliers- par devenir l'ambassade d'un pays oriental. L'éclectisme caractérise en effet l'architecture des constructions de l'avenue, dont le style Beaux-Arts, mais aussi le modernisme. Et le decorum des façades se retrouve dans les aménagements intérieurs des habitations, où les pièces de réception occupent largement l'espace. La majorité d'entre elles compte des pièces destinées à l'habitation des domestiques, s'agissant de bâtiments érigés dans les années 1920, alors que le personnel de maison était encore nombreux (mais destiné à se raréfier bientôt).

## Histoire
L'avenue fut tracée sous le nom d'avenue des Nations en 1922, selon les vœux de Léopold II, à travers le site de l'Exposition universelle de 1910. Il s'agissait de se doter d'un quartier résidentiel prestigieux — comme en témoigne le slogan Perle de la Capitale des publicités de l'époque — et de répondre par là aux aspirations d'une population aisée que la Ville de Bruxelles souhaitait maintenir sur son territoire.
L'édification de l'avenue, des artères adjacentes et des premiers bâtiments a lieu rapidement durant l'entre-deux-guerres dès 1922 : jusqu'à l'avenue Air Marshal Coningham, la plupart des immeubles datent des années 1920 ; la section qui s'étend jusqu'à l'intersection avec l'avenue du Venezuela est majoritairement composée de maisons érigées dans les années 1930.
En 1945, l'avenue des Nations devient l'avenue Franklin Roosevelt, en l'honneur du trente-deuxième président des États-Unis, un des "trois grands" à la tête des nations alliées de la Seconde Guerre mondiale qui aboutirent à la victoire et à la "Libération".
Alors que les destructions et reconstructions d'habitations sont nombreuses sur le territoire de Bruxelles-ville (bruxellisation) à partir des années 1960, l'aspect de l’avenue Franklin Roosevelt est resté inchangé au cours du temps ; la grande majorité du bâti est en effet très bien conservée, et quatre immeubles sont d'ailleurs aujourd'hui classés.

## Art
La prestigieuse avenue Franklin Roosevelt fait parfois l’objet d’expositions d’art et notamment d’art contemporain, dont la plus connue et celle qui a le plus marqué ceux qui ont emprunté l’avenue Franklin Roosevelt, est celle de San Damon. Le photographe-plasticien avait mis en place sur quatre kilomètres une transmutation des sources lumineuses. Une analyse du sophisme et de la réfraction de l’Oniroscopisme (procédé photographique argentique qu’il a créé et déposé sous brevet) en milieu urbain. En d’autres termes, les lampadaires routiers étaient enveloppés dans des filtres de couleur magenta rougeâtre et les lampadaires piétonniers dans des filtres de couleur magenta violacé ; le magenta étant l’une des couleurs principales de l'Oniroscopisme.

## Bâtiments notables

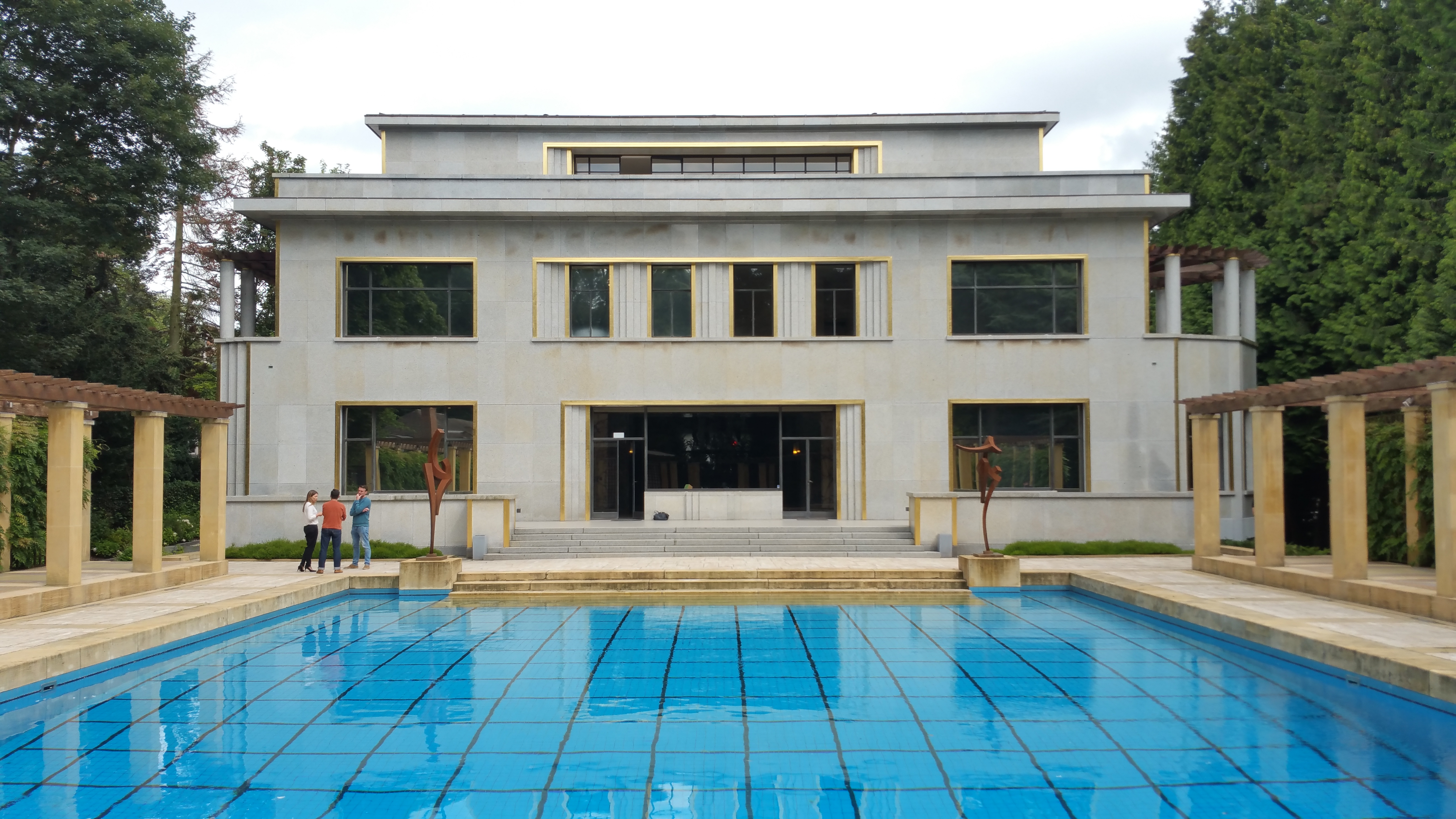
Villa Empain.

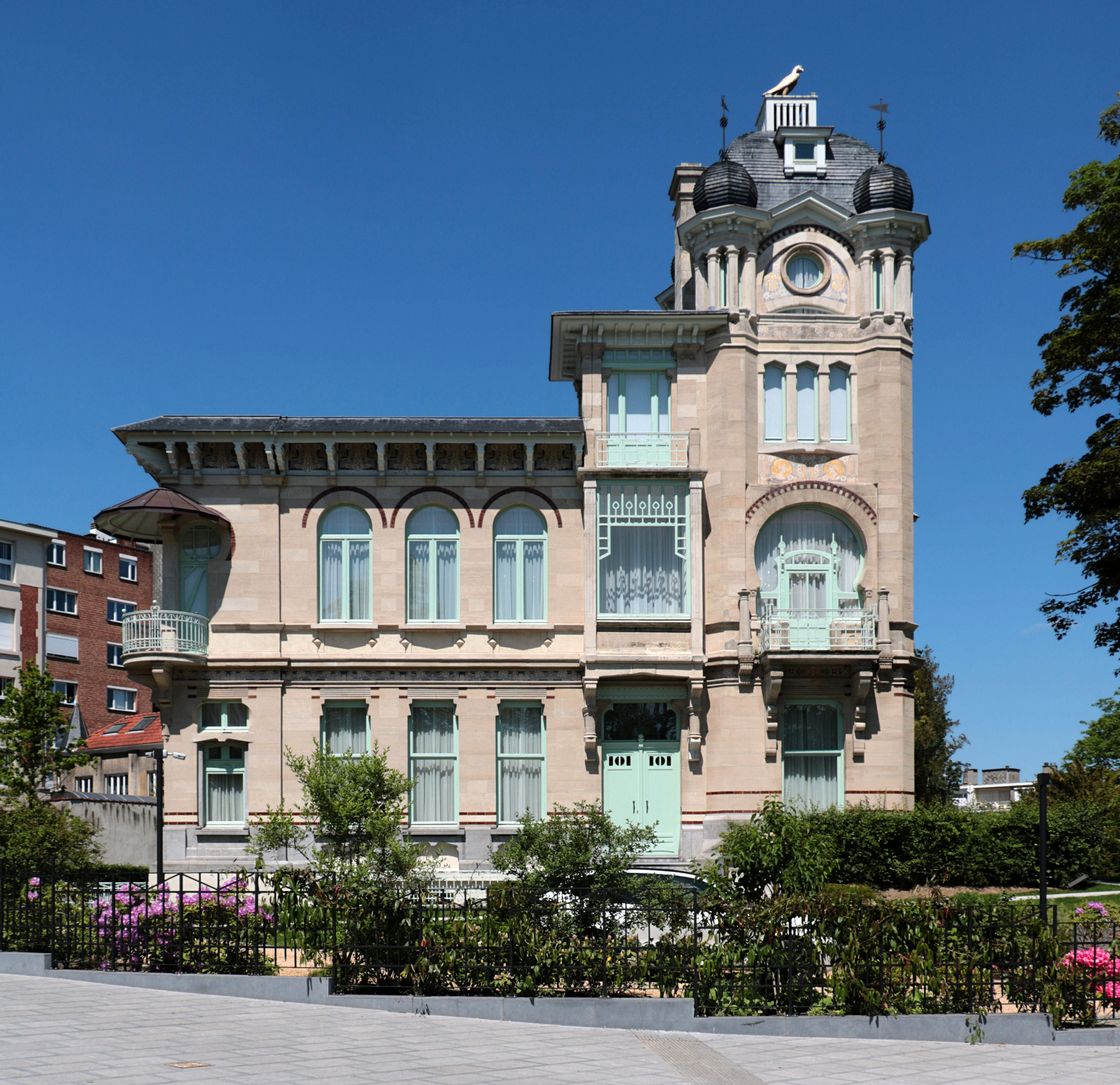
Maison Delune.

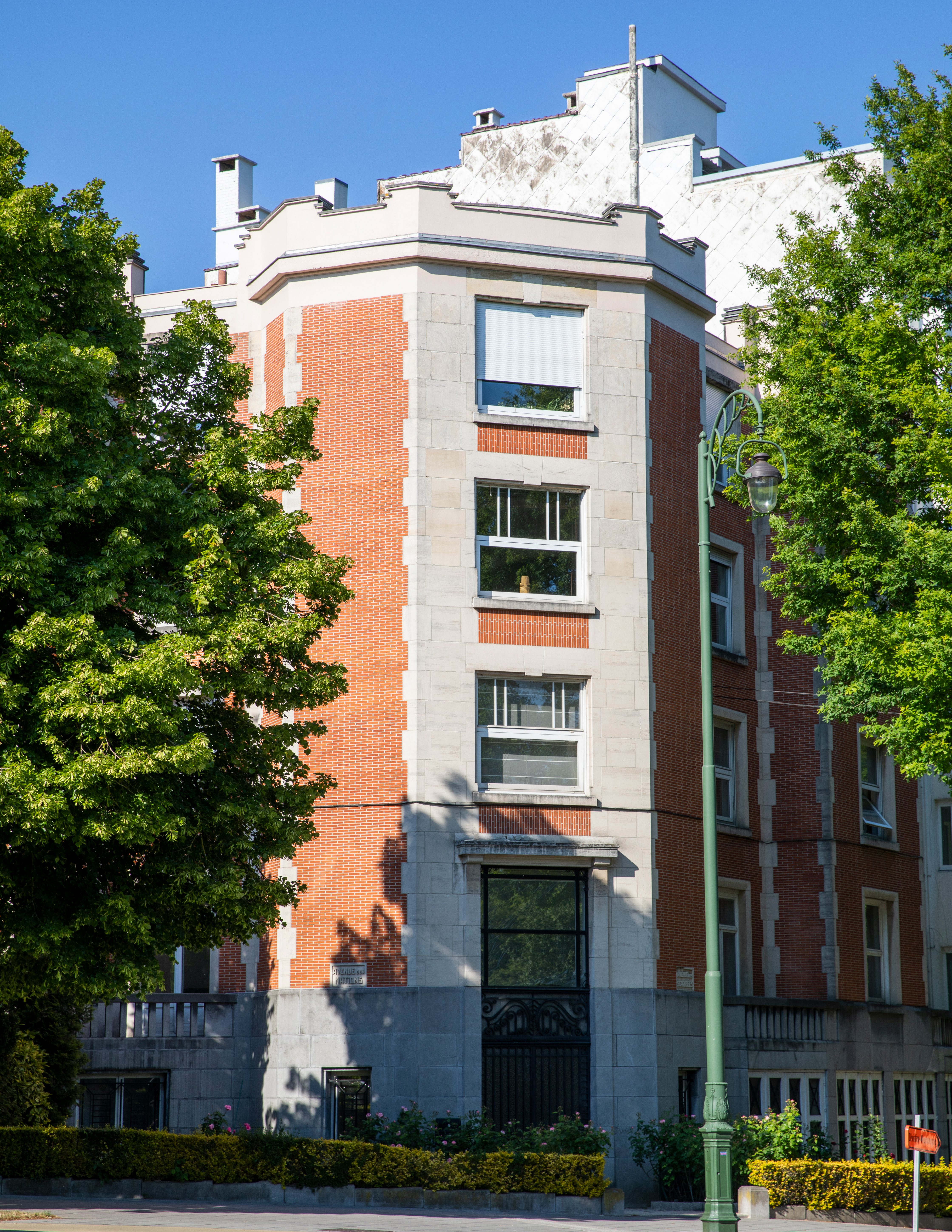
Le 110 par l'architecte Antoine Varlet.

- no 17 : hôtel particulier de style historiciste anglais, conçu en 1928 par l'architecte Paul Bonduelle. Actuel siège de l'Institut d'études des religions et de la laïcité de l'Université libre de Bruxelles[3].
- no 22B : Ambassade d'Uruguay.
- no 27-29 : l'Hôtel De Bodt est un bâtiment moderniste constitué de deux villas accolées, conçu en 1929-1930 par l'architecte Henry Van de Velde. Il s'agit de sa plus vaste construction à Bruxelles qui est aujourd'hui occupée par l'École de la Cambre (ENSAV), et est classée depuis 1995.
- no 33 : hôtel particulier de style Beaux-Arts à quatre façades conçu en 1928 pour la famille Coppée. Véritable château urbain, il est aujourd'hui occupé par l'ambassade du Japon.
- no 39-41 : bâtiment moderniste réunissant deux villas jumelées, édifiées en 1928-1929 par Adrien Blomme. Il est l'actuel siège de l'Institut d'études européennes.
- no 49 : villa de style régionaliste, inspirée de l'architecture anglo-normande.
- no 50 : trois corps de bâtiment de style néobaroque dont le central est flanqué d'une tour-campanile d'environ 50 mètres, conçus en 1924-1928 par Alexis Dumont pour l'Université libre de Bruxelles.
- no 52 : la Maison Blomme, bâtiment de style moderniste conçu en 1928 par l'architecte Adrien Blomme pour son usage personnel (bureaux et appartements), dont l'entrée est flanquée de deux bas-reliefs d'Ossip Zadkine. Classé depuis 2007, il est aujourd'hui affecté au rectorat de l’Université libre de Bruxelles ;
- no 56 : Maison Émile Janson, maison de style moderniste conçue en 1928 par l'architecte Jacques Obozinski ;
- no 60 : la Maison Cohen édifiée par l'architecte Henry Van de Velde et son collaborateur Sta Jasinski en 1928-1929 ;
- no 65 : la villa Bernheim fut occupée par Émile Bernheim, ancien Président du Groupe À l'Innovation (aujourd'hui Groupe GB) et fondateur du Centre Emile Bernheim pour l’étude des affaires attaché à la Solvay Brussels School of Economics and Management. Elle est aujourd'hui la propriété de la fondation Boghossian ;
- no 67 : la villa Empain, conçue en 1930 par l'architecte Michel Polak pour l'un des fils du baron Édouard Empain, fut successivement le siège d'un musée des arts décoratifs, de l'ambassade d'URSS, de la chaîne de télévision RTL-TVI et actuellement de la fondation Boghossian[4]. Immeuble de pur style Art déco, elle est classée depuis 2007 ;
- no 74 : immeuble à appartements moderniste, conçu en 1929 par l'architecte Victor Bourgeois, chef de file du Mouvement moderne en Belgique ;
- no 76 : la Maison Henoul, maison de style moderniste conçue en 1928 par l'architecte Édouard Taelemans ;
- no 78 : la Maison Julius Hoste, hôtel particulier de style moderniste conçu en 1934 pour Julius Hoste, fondateur du journal Het Laatste Nieuws. Il est l'actuel siège de l'ambassade du Niger.
- no 86 : le Château Delune a été construit en 1904 par Léon Delune et est classé depuis 1994. Il est, avec le n°89a, le seul bâtiment conservé datant d'avant l'Exposition universelle de 1910.
- n°89a : villa de style éclectique conçue en 1904-1906. Construite alors que l'avenue n'était pas encore tracée, elle se situe en retrait, à l'arrière de la rangée de maisons alignées à l'avenue. Avec le Château Delune, elle est le seul bâtiment conservé datant d'avant l'Exposition universelle de 1910.
- no 90 : Hôtel Pieper, hôtel particulier de style Art déco édifié par l'architecte Georges Dedoyard en 1930-1932
- no 94 : Ambassade du Mexique.
- no 96A : Ambassade de Colombie.
- no 110 : immeuble à appartements d'inspiration Art déco conçu en 1931 par Antoine Varlet, sur lequel on peut observer l'ancienne dénomination Avenue des Nations, gravée sur la façade.
- no 114 : maison de style moderniste conçue en 1935 par l'architecte Maurice Uyttenhoven ;
- no 190 : immeuble à appartements moderniste conçu en 1938 pour la veuve d'Henri Pirenne par son fils architecte.

Maisons modernistes
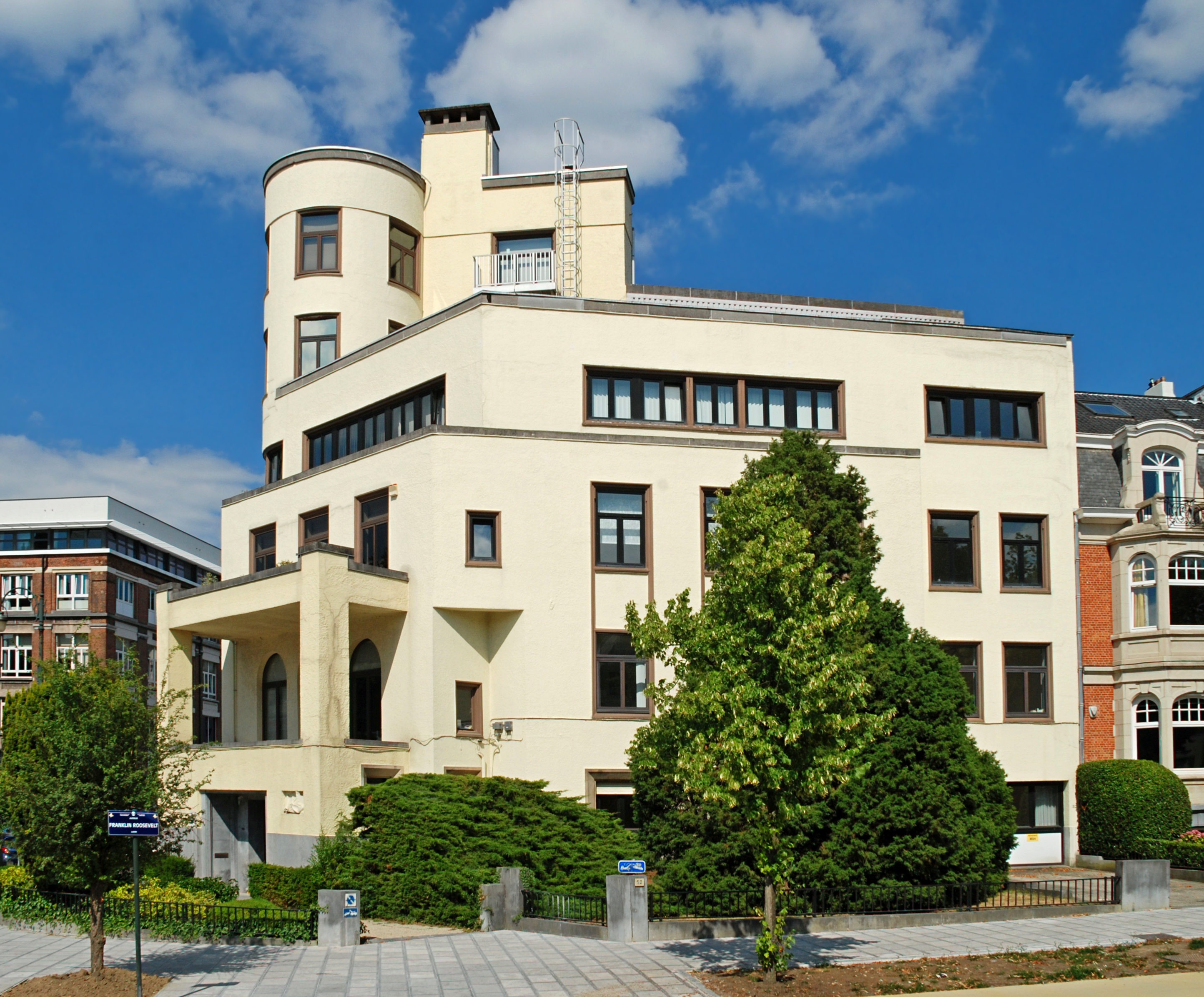
Maison Blomme (Adrien Blomme, 1928).
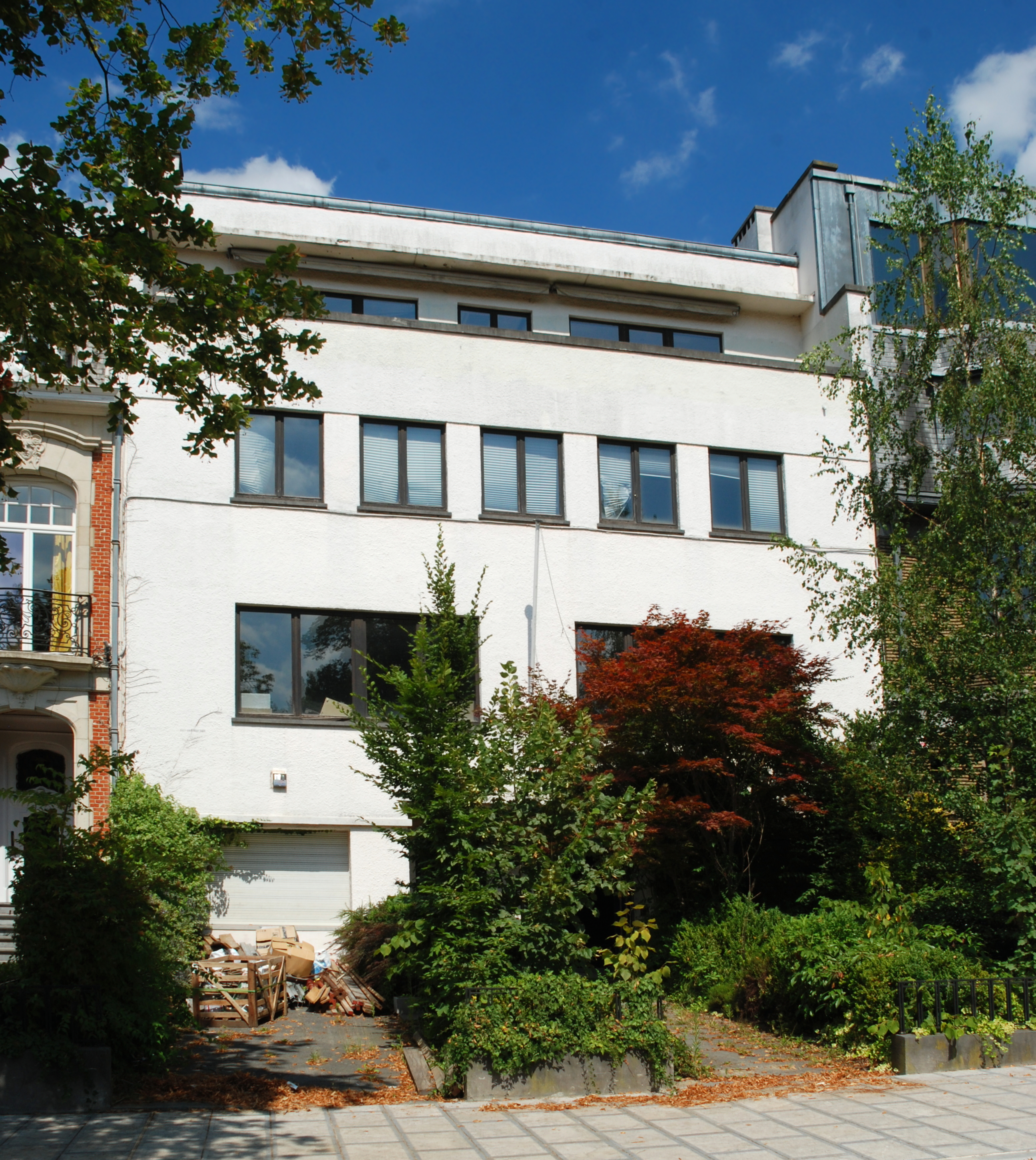
Maison Émile Janson (Jacques Obozinski, 1928).
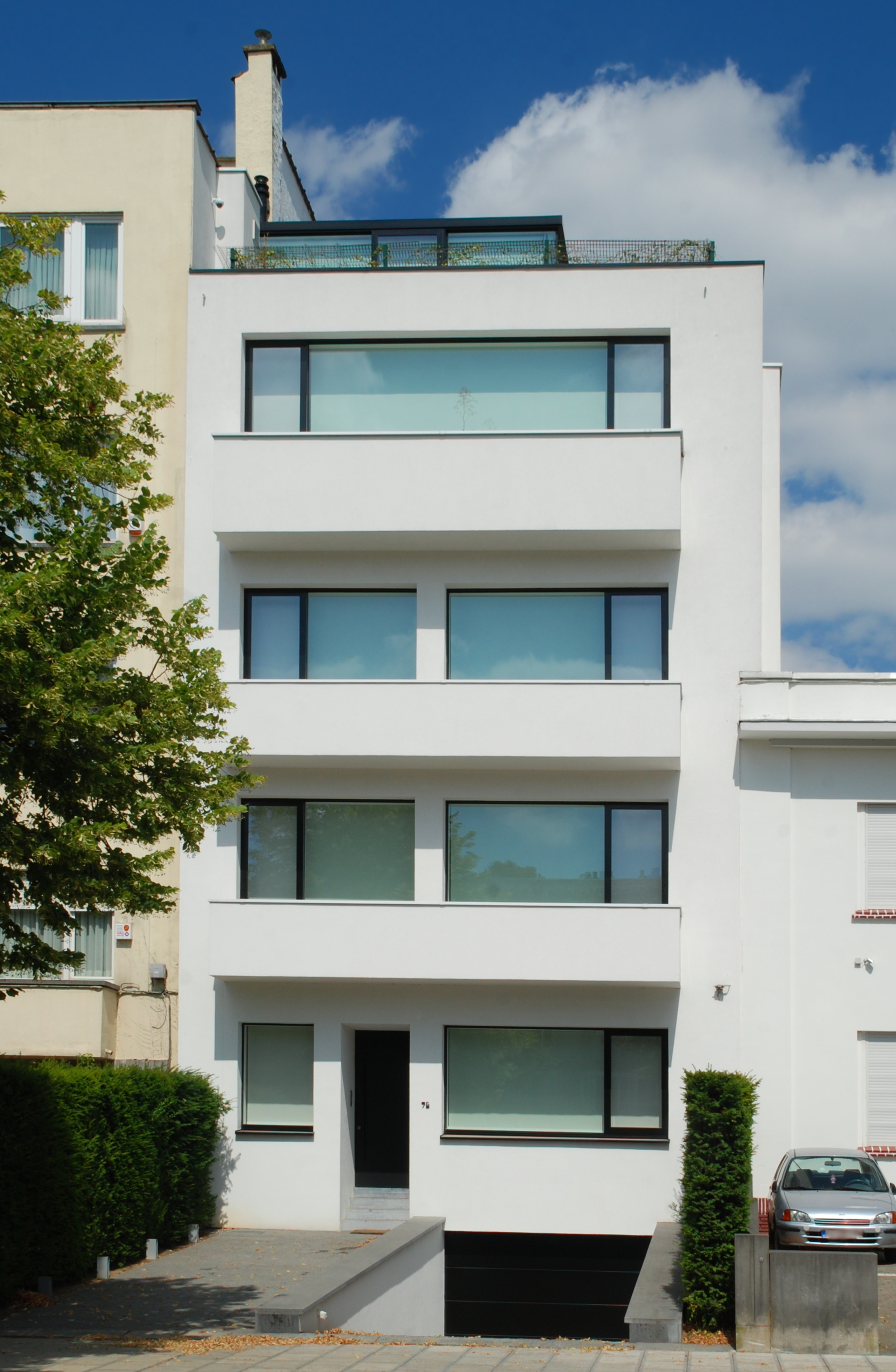
Maison Henoul (Édouard Taelemans, 1928).
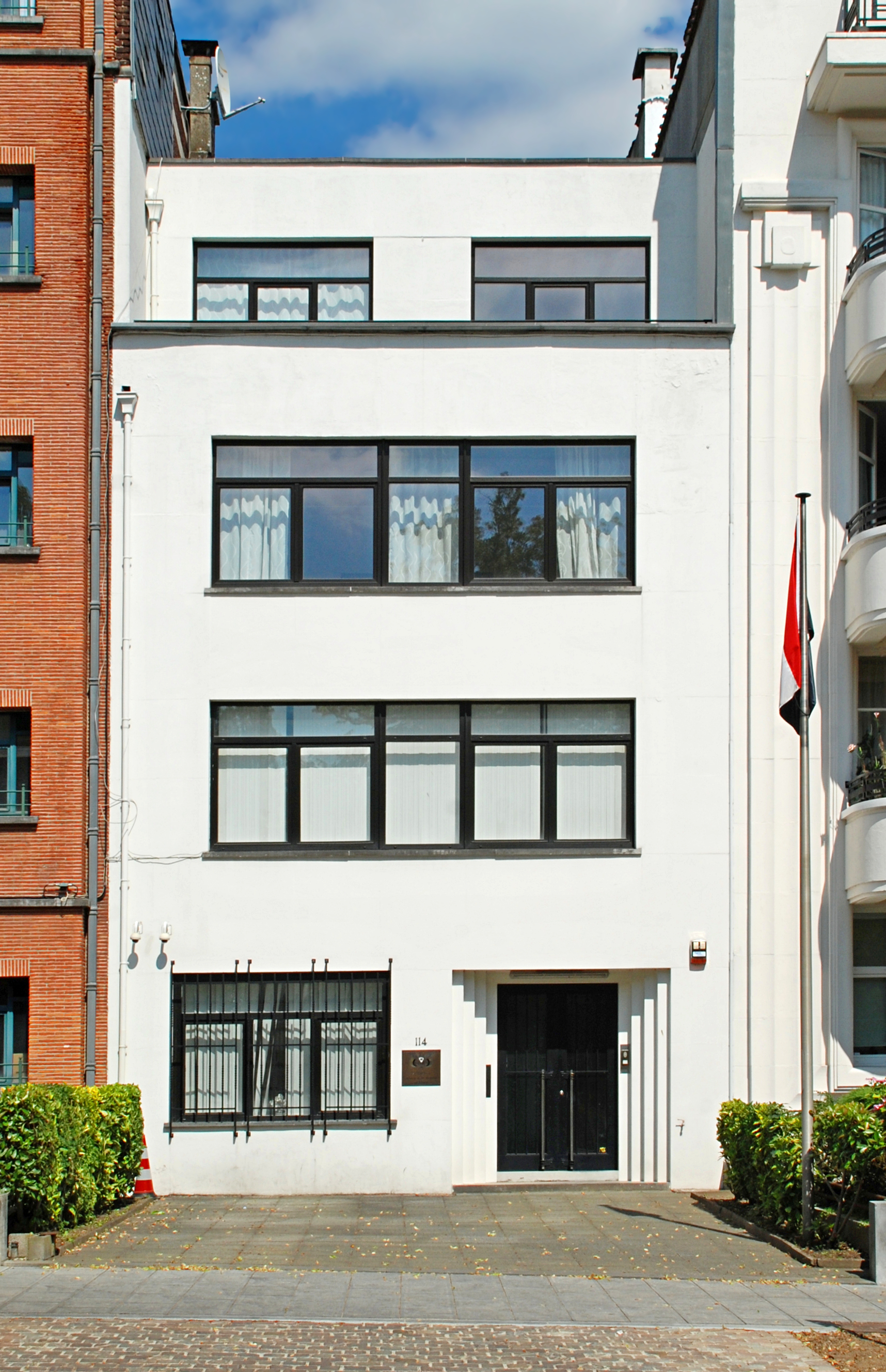
Avenue Roosevelt no 114 (Maurice Uyttenhoven, 1935).

## Arbre remarquable
Au no 115, un séquoia géant est également inscrit sur la liste de sauvegarde du patrimoine de la Région de Bruxelles-Capitale. Avec une circonférence de 6,86 mètres et une hauteur de 30 mètres, il s'agit du plus gros séquoia géant recensé à Bruxelles et du plus gros arbre de la région, toutes espèces confondues.

## Ambassades et consulats

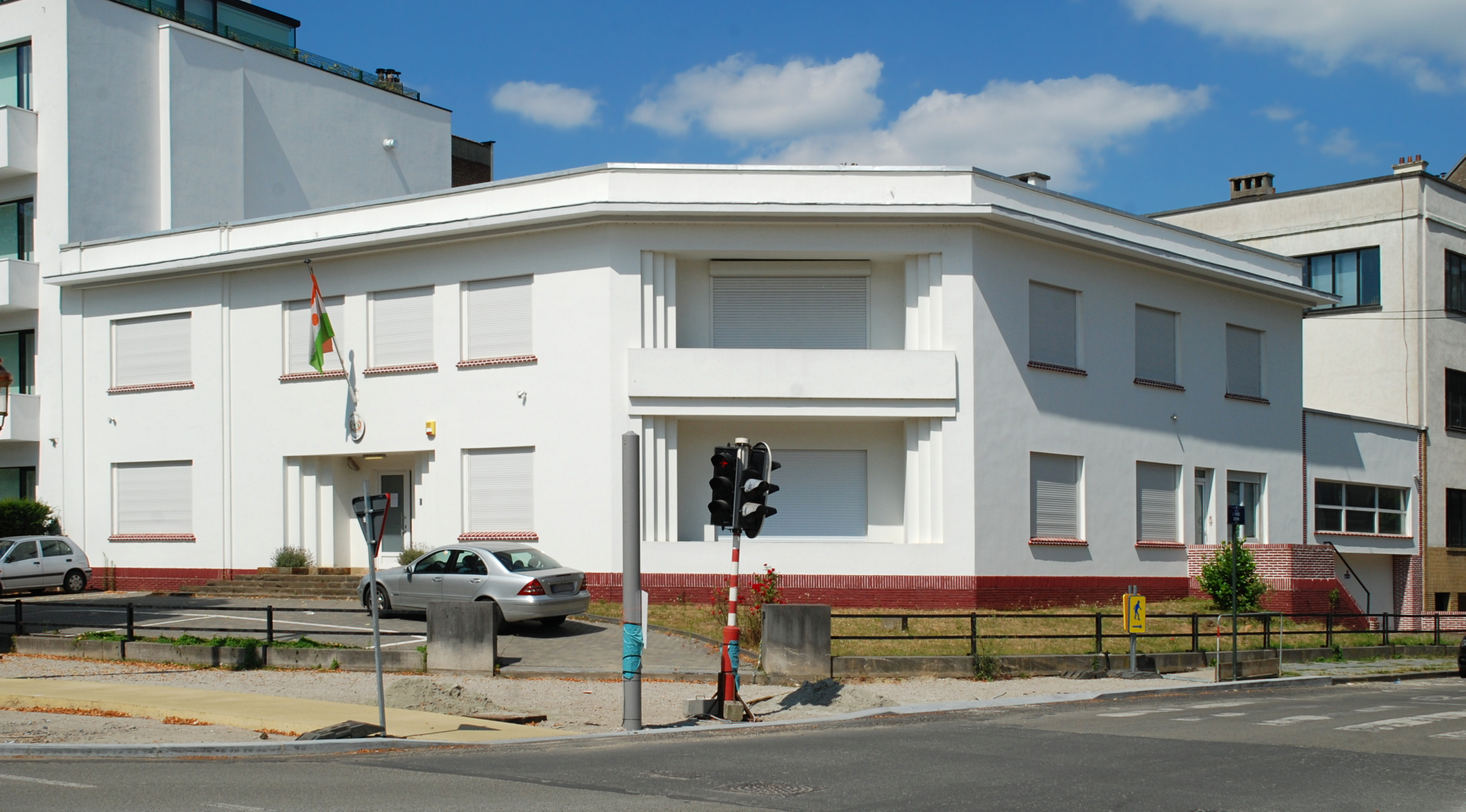
Ambassade du Niger (Maison Julius Hoste).

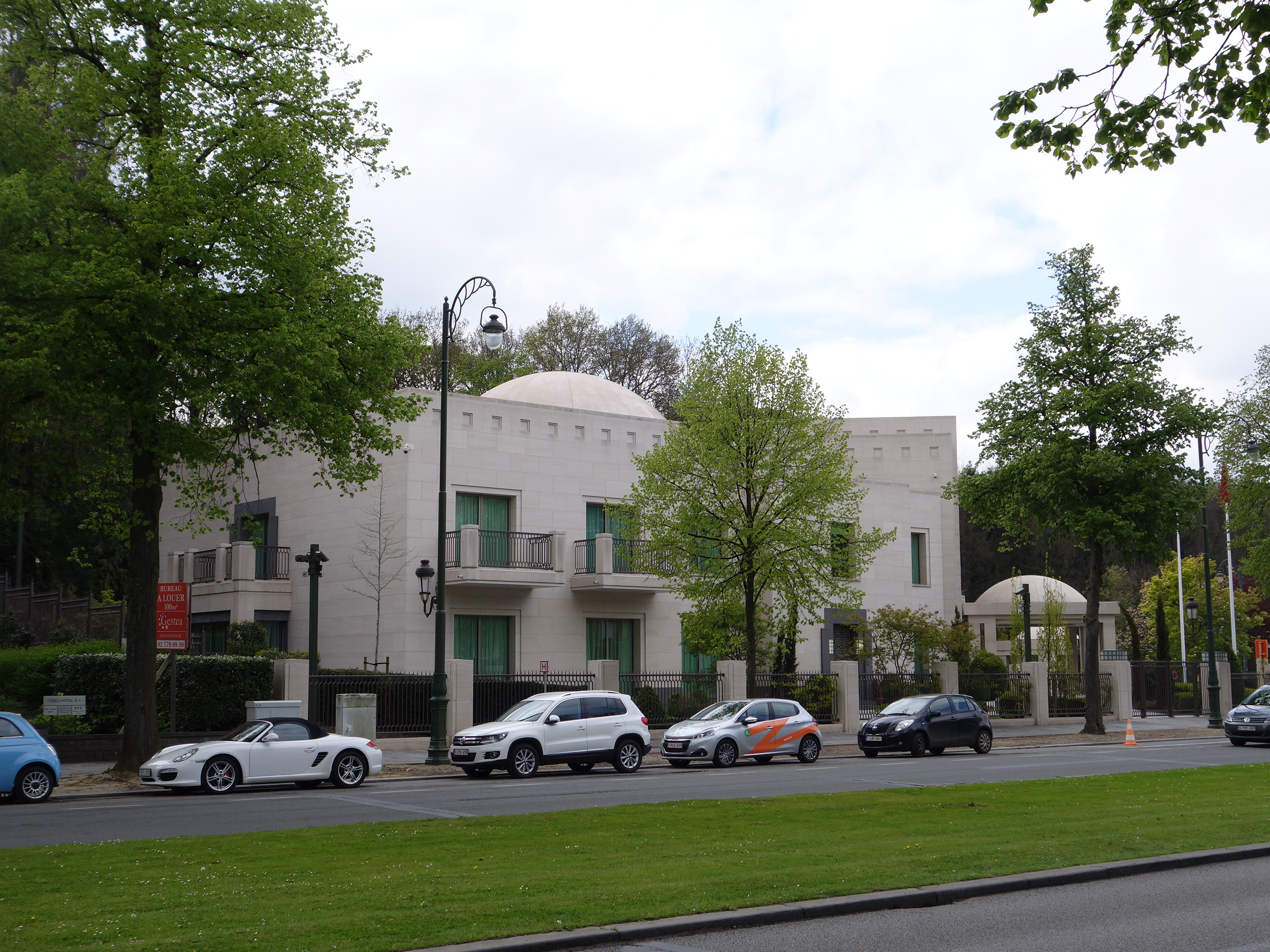
Ambassade du Qatar.

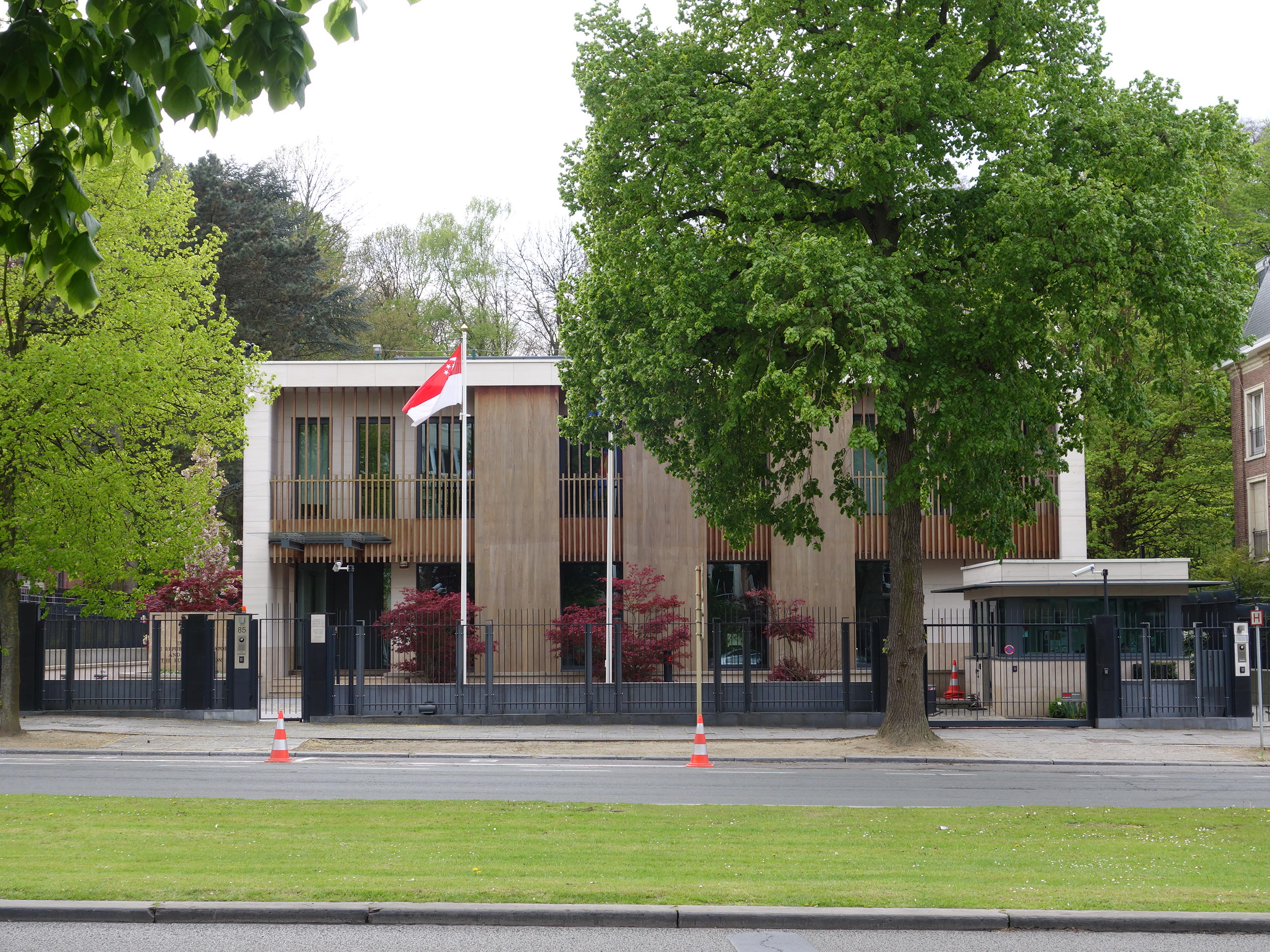
Ambassade de Singapour.

En partant du centre-ville vers l'hippodrome de Boitsfort :
- Maroc
- Congo
- Koweït
- Niger
- Moldavie
- Mexique
- Colombie
- Jordanie
- Canada
- Qatar
- Singapour
- Ouzbékistan
- Liban
- Djibouti
- Iran
- Irak
- Kurdistan
- Côte d'Ivoire
- Oman
- Brunei